# Burgstall Schlossberg (Prebitz)

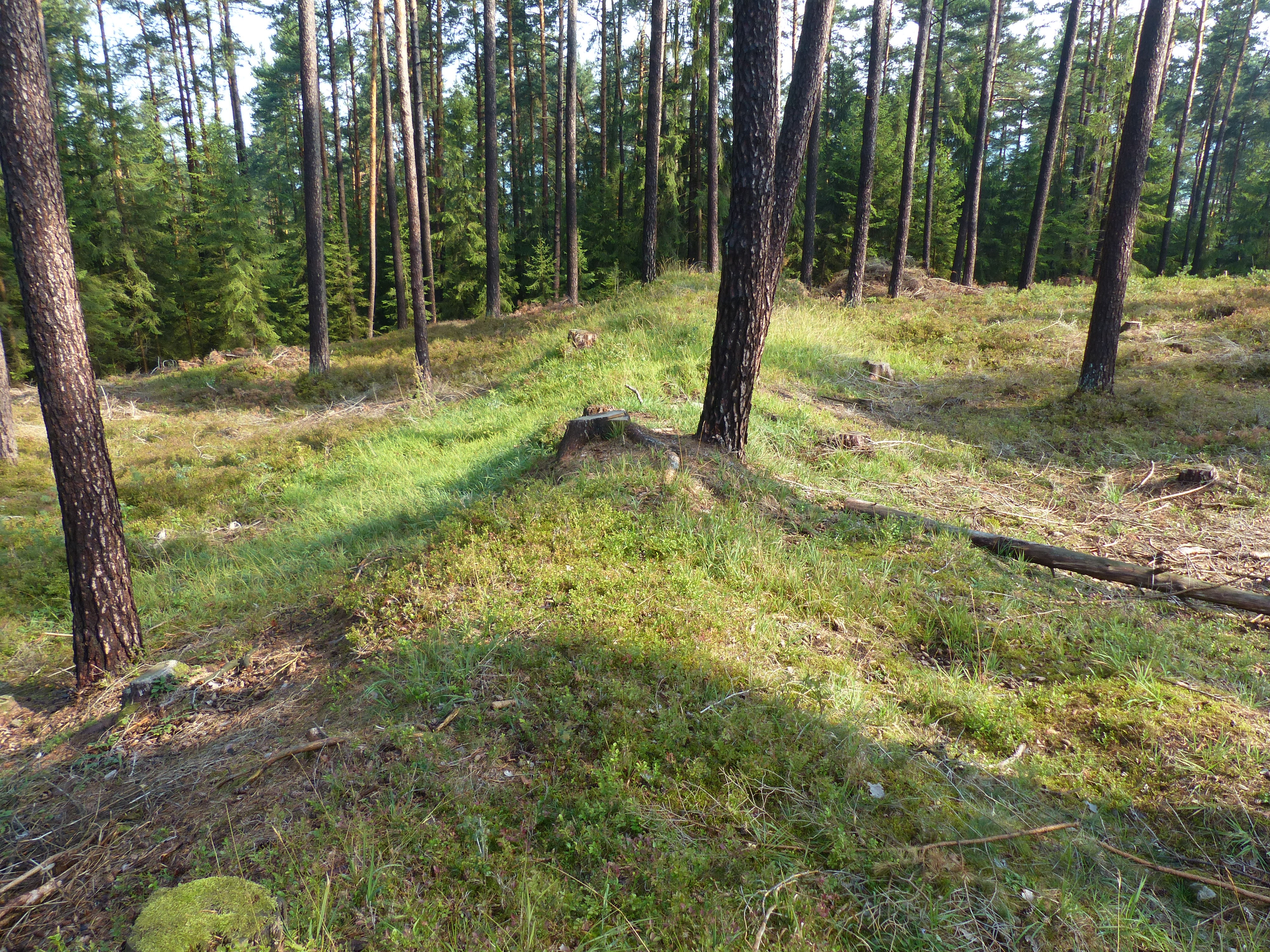
Spuren der westlichen Umfassungsmauer

Der Burgstall Schlossberg ist eine abgegangene Höhenburg bei Prebitz im oberfränkischen Landkreis Bayreuth in Bayern.
Die Höhenburg lag im Gipfelbereich des Schlossberges an der Grenze zwischen Prebitz und Neuhof. Da urkundliche Nachrichten fehlen, wird eine vorgeschichtliche Anlage vermutet. Nachdem auf dem Berg mehrere Windräder errichtet wurden, ist die Anlage über die neu geschaffenen Wege leicht erreichbar. Der Außenwallbereich grenzt unmittelbar an eines der Windräder an. Erkennbar sind Spuren eines annähernd rechteckigen Außenwalls und im Zentrum Geländeunebenheiten. Im Hangbereich nördlich des Schlosses verläuft der Kirchsteig von Prebitz in Richtung Creußen teilweise als Hohlweg, etwas unterhalb in der Flur Brunnenrangen befand sich eine Wasserstelle.
Der Kartograph der Plassenburg, Johann Christoph Stierlein, fertigte 1792 einen detailgetreuen Plan des Standorts des Burgstalls. Er zeichnete starke Umfassungsmauern annähernd rechteckig ein, die er an drei Seiten oberirdisch beobachtete und nach Osten hin nur noch als Geländespuren festhielt. Im Zentrum sind keine Besonderheiten verzeichnet, der Weg verlief offenbar früher genau über den Gipfelgrat und gabelte sich dort zweimal auf.